# Brązy

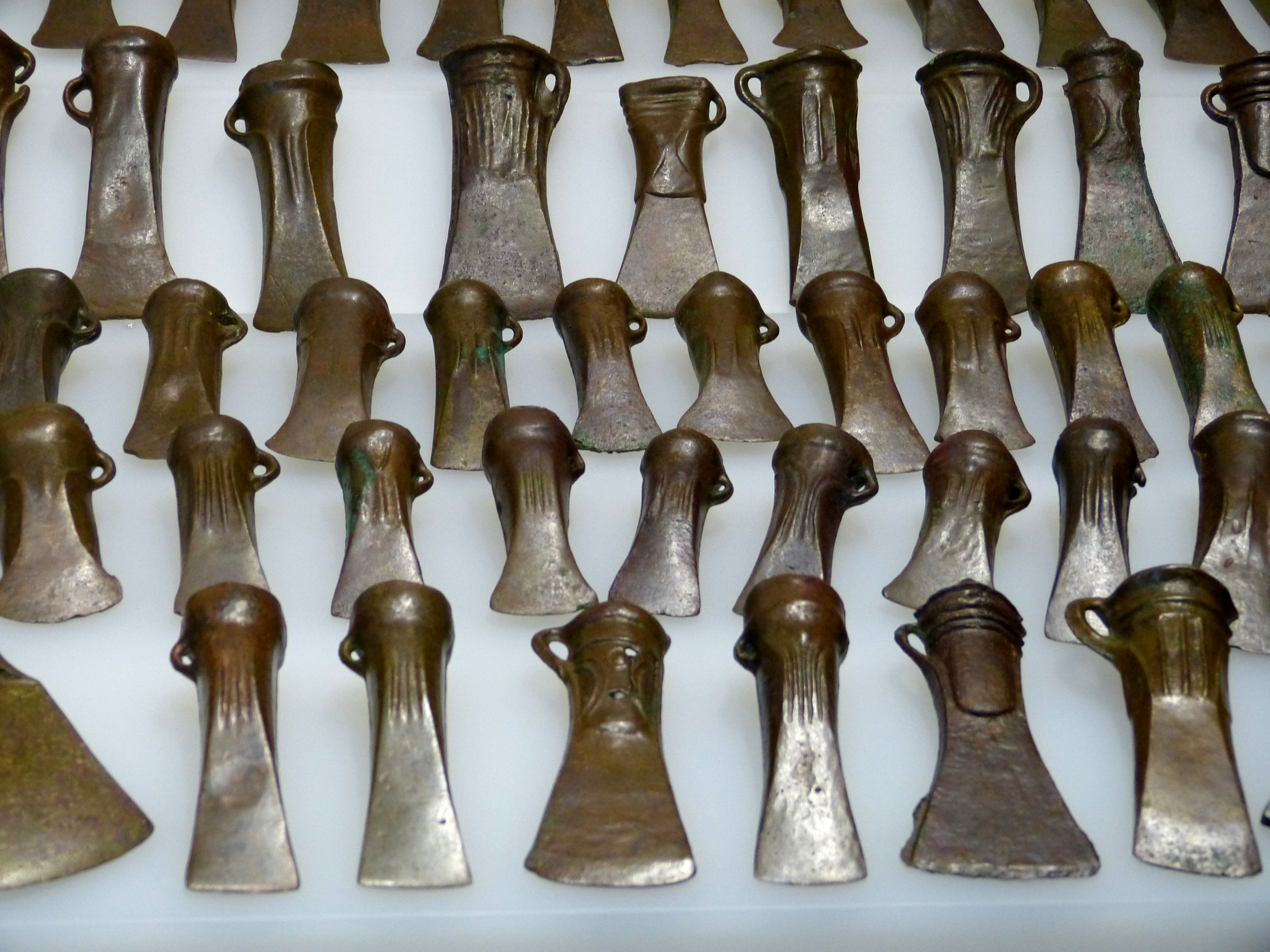
Brązowe siekierki z epoki brązu

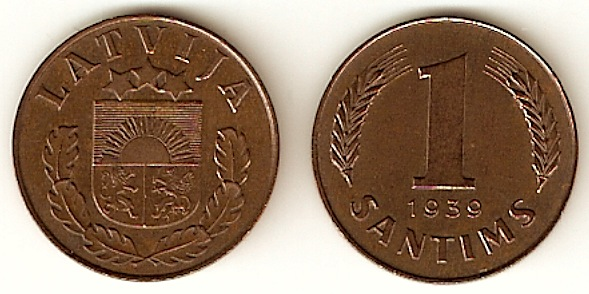
Łotewska moneta 1 santim z 1939 r. wybita z brązu

Brązy – stopy miedzi z cyną lub innymi metalami i ewentualnie innymi pierwiastkami, w których zawartość miedzi wynosi 80–90% wagowych (stopy miedzi, które nie noszą nazwy „brąz”, to mosiądze – stopy miedzi i cynku – oraz miedzionikiel – stop miedzi z niklem). Składy brązów specyfikuje Polska Norma PN-xx/H-87050.

## Brąz w starożytności
Nazwa brąz wywodzi się od łacińskiego słowa aes brundusinum tzn. kruszec brundyzyjski, ponieważ to właśnie Brundisium (współcześnie Brindisi) wyspecjalizowało się w obróbce tego stopu. W starożytności brąz był stopem miedzi w stosunku 90% miedzi do 10% cyny, używanym do wytwarzania przedmiotów codziennego użytku, lub w proporcji 86% miedzi do 14% cyny do wytwarzania ozdób. Starożytni Egipcjanie wytwarzali brąz w stosunku 91% miedzi do 9% cyny już około 3000 lat p.n.e, a następnie zaczęto produkować trzy rodzaje brązu: 1. nadający się do kucia na zimno (miedź z dodatkiem cyny 5%); 2. brąz narzędziowy (miedź z dodatkiem cyny 10%); 3. brąz najtwardszy, do wyrabiania ozdób (miedź z dodatkiem cyny 15%).
Czyste metale są słabe. Ich granica plastyczności wynosi ok. 70 kg/cm². Do miedzi dodawano cynę w celu uzyskania jej wzmocnienia w procesie zwanym utwardzaniem roztworowym i ułatwienia odlewania, ponieważ stopy miały mniejszą temperaturę topnienia. 

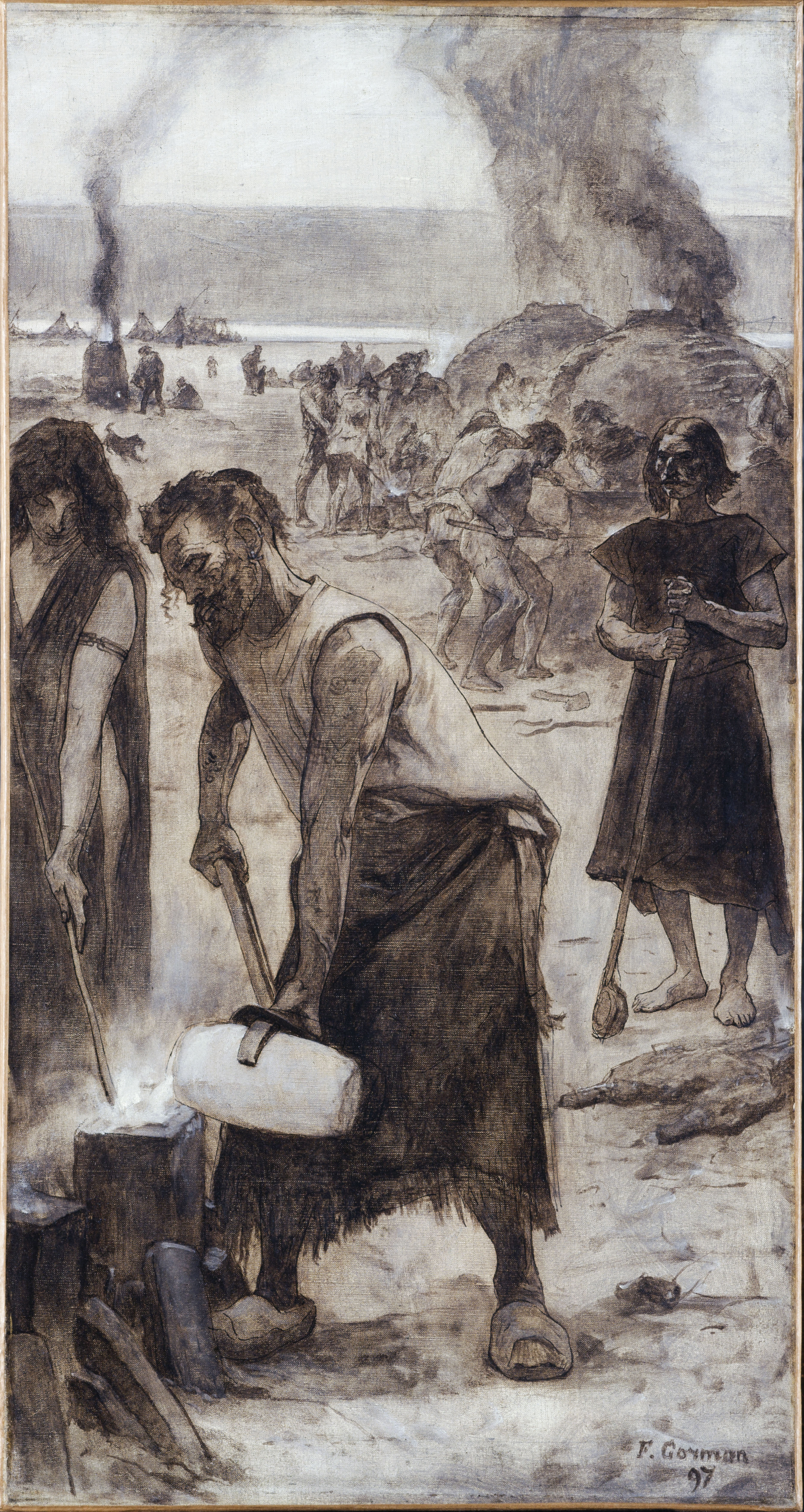
Prehistoryczna metalurgia brązu (mal. Fernand Cormon, 1897)

Główne złoża miedzi występowały w zachodniej Anatolii, na terenach kaukaskich, na Cyprze i Krecie, na Półwyspie Iberyjskim i Bałkańskim, na Wyspach Brytyjskich, w Alpach. Cyna występowała w zachodniej Anatolii, w Banacie, nad Soławą, na Kaukazie i Wyspach Brytyjskich.
Na terenie Europy miedź eksploatowano ze złóż dostępnych na powierzchni lub prymitywnymi metodami górniczymi. Dla wydobycia miedzi drążono lej w podłożu skalistym. Wyjątkiem są stokowe wychodnie żył, gdzie w głąb stoku drążono skośne lub poziome sztolnie. Po wydobyciu ruda była poddawana wstępnej obróbce na miejscu (sortowanie, wstępne oczyszczanie, rozcieranie na małe kawałki). Bezwartościowych domieszek pozbywano się, płucząc rozdrobnioną rudę w drewnianych nieckach. Następnie rudę prażono i wytapiano w dymarkach.
Cynę uzyskiwano najczęściej z aluwialnych rozsypisk. Kolejne etapy produkcji – wytwarzanie przedmiotów brązowych, odbywały się poza miejscem wydobycia. Przedmioty z brązu odlewano, wlewając stop do form kamiennych, a także stosowano technikę na wosk tracony; znano także obróbkę plastyczną w postaci kucia, wyciągania, trybowania i cyzelowania.
Pełny proces wytwarzania przedmiotów z brązu był domeną specjalistów. Umiejętności starożytnych metalurgów oraz ekonomiczne i symboliczne znaczenie ich wytworów nadawały im szczególny status, co wyraża się występowaniem na cmentarzyskach pochówków wyposażonych w zestawy narzędzi odlewniczych.

## Brąz współcześnie
Brązy posiadają dobre własności wytrzymałościowe, są łatwo obrabialne. Brązy wysokostopowe poddają się także hartowaniu. Posiadają dobre właściwości przeciwcierne, są odporne na wysoką temperaturę i korozję. Zastosowanie brązów jest ograniczone ze względu na ich wysoką cenę.
Brązy dzieli się na brązy do obróbki plastycznej, dostarczane w formie wyrobów hutniczych – blach, taśm, prętów, drutów i rur oraz brązy odlewnicze, dostarczane w postaci sztab lub kęsów.

## Własności fizyczne
- Gęstość: 7,5–9,3 g/cm³
- Temperatura topnienia: 940–1084 °C
- Współczynnik rozszerzalności liniowej w zakresie 20–100 °C: 8–20×10−6
- Skurcz odlewniczy: 1,5–2,5%

## Rodzaje brązów

### Brązy do obróbki plastycznej
Pośród brązów do obróbki plastycznej wyróżnia się:

#### Brąz cynowy
Zawiera od 1% do 9% cyny: ma barwę szarą, której intensywność wzrasta wraz z zawartością cyny. Mogą zawierać także inne dodatki stopowe, takie jak cynk (2,7% do 5%), ołów (1,5% do 4,5%) oraz domieszki fosforu (0,1% do 0,3%) z zanieczyszczeniami nieprzekraczającymi 0,3%. Symbole brązów cynowych to B2 (CuSn2), B4 (CuSn4), B6 (CuSn6), B43 (CuSn4Zn3), B443 (CuSn4Zn4Pb3), B444 (CuSn4Zn4Pb4). Brązy cynowe używane są na elementy sprężyste, trudno ścieralne, a przy większej zawartości ołowiu na tuleje i panewki łożyskowe, monety, elementy pracujące w wodzie morskiej, armaturę.

#### Brąz aluminiowy
Zawiera od 4% do 11% aluminium: może zawierać także inne dodatki stopowe, takie jak żelazo (2,0% do 5,5%), mangan (1,5% do 4,5%) oraz nikiel (3,5% do 5,5%), z zanieczyszczeniami nieprzekraczającymi 1,7%. Symbole brązów aluminiowych to BA5 (CuAl5), BA8 (CuAl8), BA93 (CuAl9Fe3), BA1032 (CuAl10Fe3Mn2), BA1044 (CuAl10Fe4Ni4), BA92 (CuAl9Mn4). Cechują się dobrymi własnościami wytrzymałościowymi. Brązy aluminiowe stosowane są na części do przemysłu chemicznego, elementy pracujące w wodzie morskiej, monety, styki ślizgowe, części łożysk, wały, śruby, sita.

#### Brąz berylowy
Zawiera od 1,6% do 2,1% berylu: może zawierać także inne dodatki stopowe, takie jak nikiel w połączeniu z kobaltem (0,2% do 0,4%) oraz tytan (0,1% do 0,25%), z zanieczyszczeniami nieprzekraczającymi 0,5%. Symbole brązów berylowych to BB2 (CuBe2Ni (Co)), BB1T (CuBe1,7NiTi), BB2T (CuBe2NiTi). Brązy berylowe stosowane są na sprężyny, elementy aparatury chemicznej, elementy żaroodporne, np. gniazda zaworów, narzędzia nieiskrzące.

#### Brąz krzemowy
BK31 (CuSi3Mn1): zawiera 2,7% do 3,5% krzemu i 1,0% do 1,5% manganu, przy zanieczyszczeniach nieprzekraczających 1,0%. Stosowany jest na siatki, elementy sprężyste, elementy w przemyśle chemicznym, elementy odporne na ścieranie, konstrukcje spawane.

#### Brąz manganowy
BM123 (CuMn12Ni3): zawiera 11,5% do 13% manganu i 2,5% do 3,5% niklu przy dopuszczalnych zanieczyszczeniach do 1%. Stosowany na oporniki wysokiej jakości.

### Brązy odlewnicze
Pośród brązów odlewniczych wyróżnia się:
- brąz cynowy – B10 (CuSn10)
- brąz cynowo-fosforowy – B101 (CuSn10P)
- brąz cynowo-cynkowy – B102 (CuSn10Zn2)
- brąz cynowo-ołowiowy – B1010 (CuSn10Pb10) i B520 (CuSn5Pb20)
- brąz cynowo-cynkowo-ołowiowy B555 (CuSn5Zn5Pb5), B663 (CuSn6Zn6Pb3) i B476 (CuSn4Zn7Pb6)
- brąz aluminiowo-żelazowy – BA93 (CuAl9Fe3)
- brąz aluminiowo-żelazowo-manganowy – BA1032 (CuAl10Fe3Mn2)
- brąz krzemowo-cynkowo-manganowy – BK331 (CuSi3Zn3Mn).

Brązy odlewnicze stosuje się do odlewania części i elementów do zastosowań podobnych jak w przypadku brązów do obróbki plastycznej oraz do odlewania pomników.

### Inne
Stopem zaliczanym do brązów jest także spiż. Ponadto brązami nazywa się potocznie lub fachowo szereg innych metali i stopów metali kolorowych, również tych o znacznie mniejszym udziale miedzi lub nawet jej całkowitym braku, np. pigmenty metaliczne stosowane w poligrafii.

## Galeria

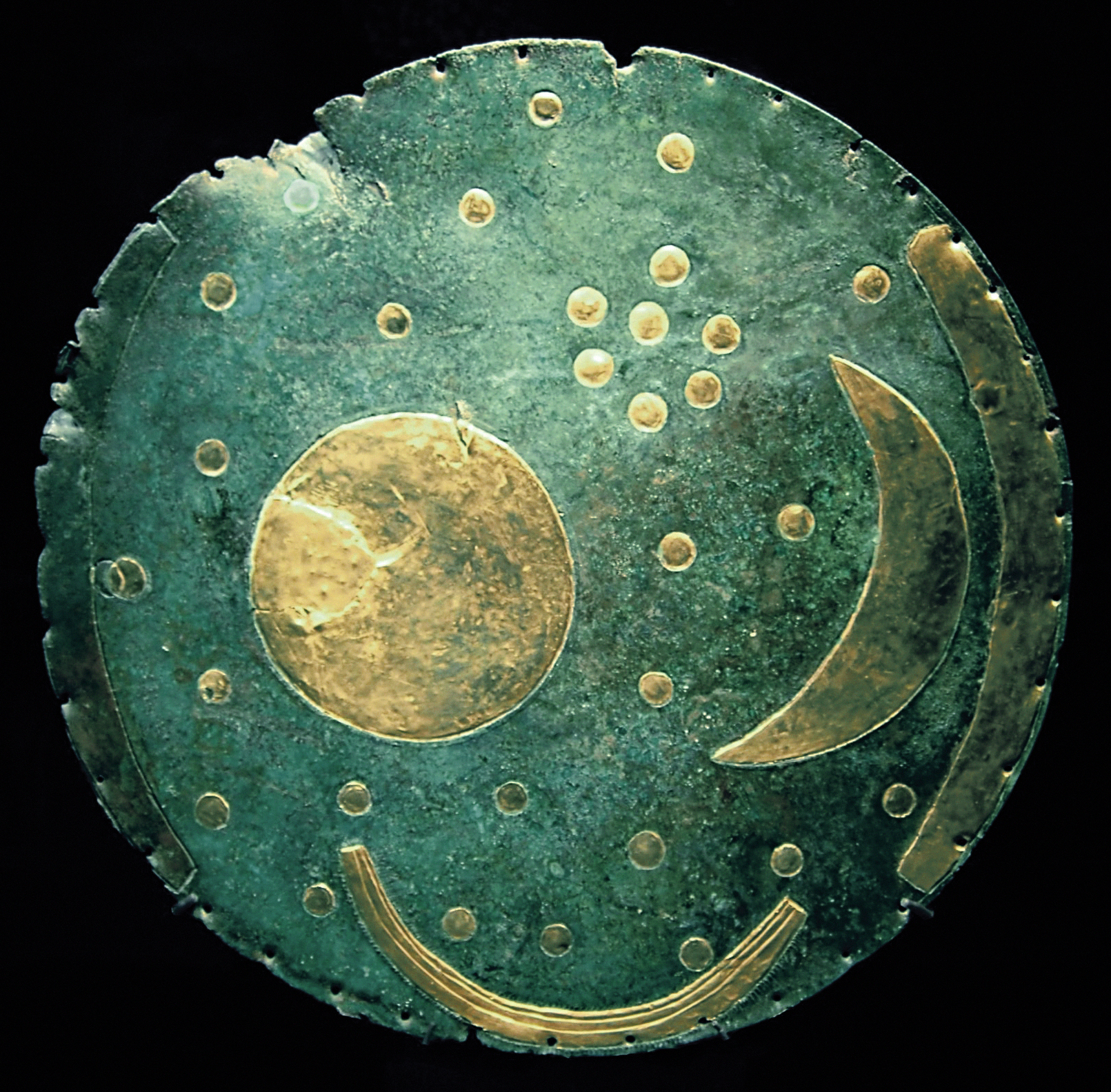
Dysk z Nebry w Krajowym Muzeum Prehistorii (niem. Landesmuseum für Vorgeschichte) w Halle (Saale)
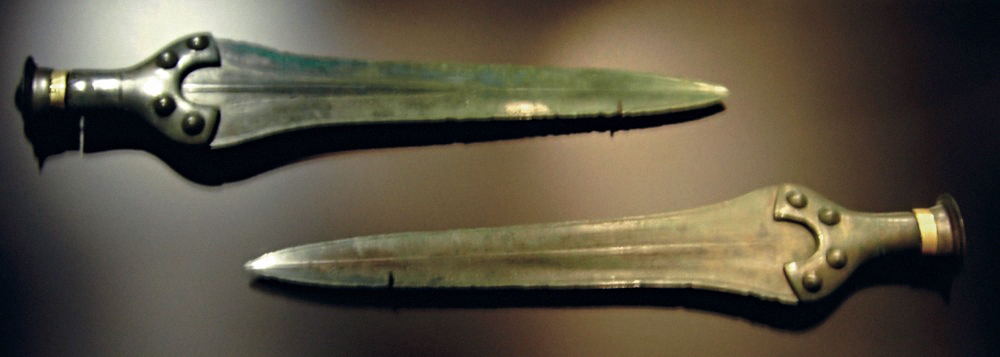
Miecze z brązu znalezione razem z dyskiem z Nebry
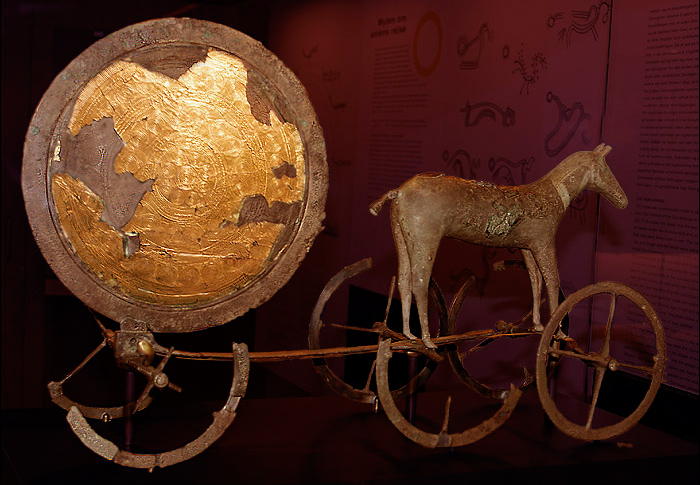
Kultowy wózek z Trundholm
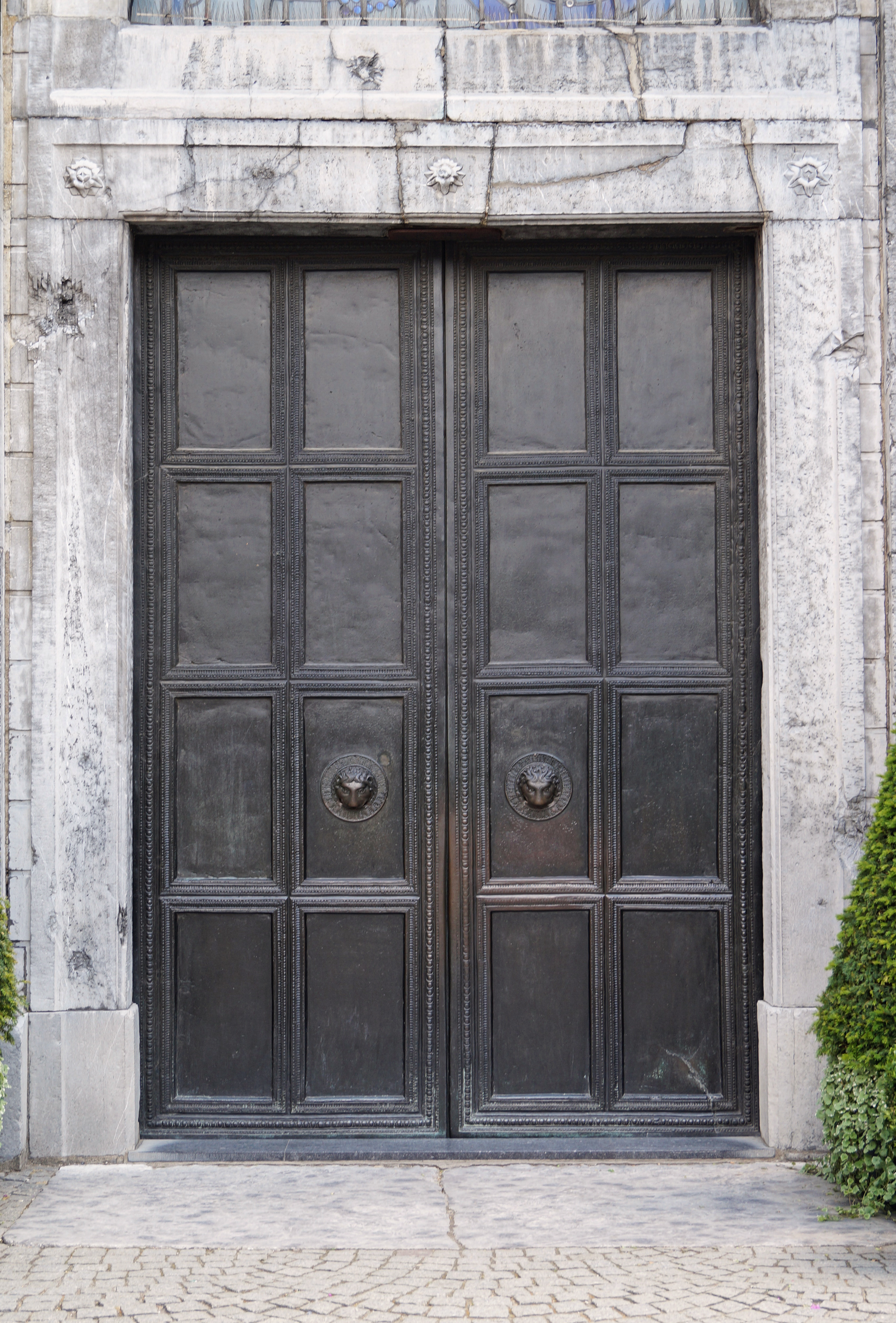
Katedra w Akwizgranie - brązowe dwuskrzydłowe drzwi, tzw. Wilcze Wrota  (Wolfstür) z ok. 800
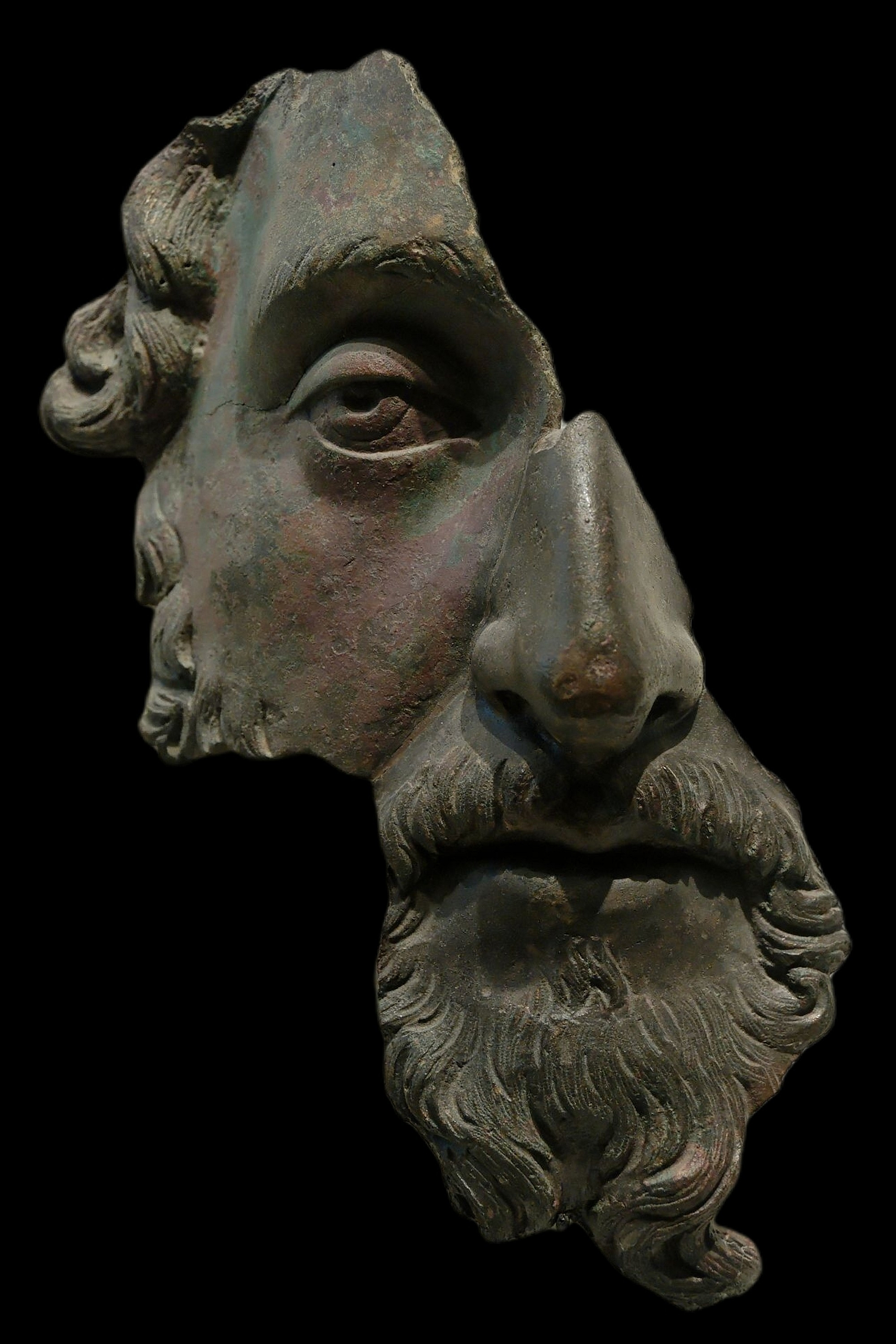
Fragment popiersia Marka Aureliusza ok. 150 n.e. w Luwrze
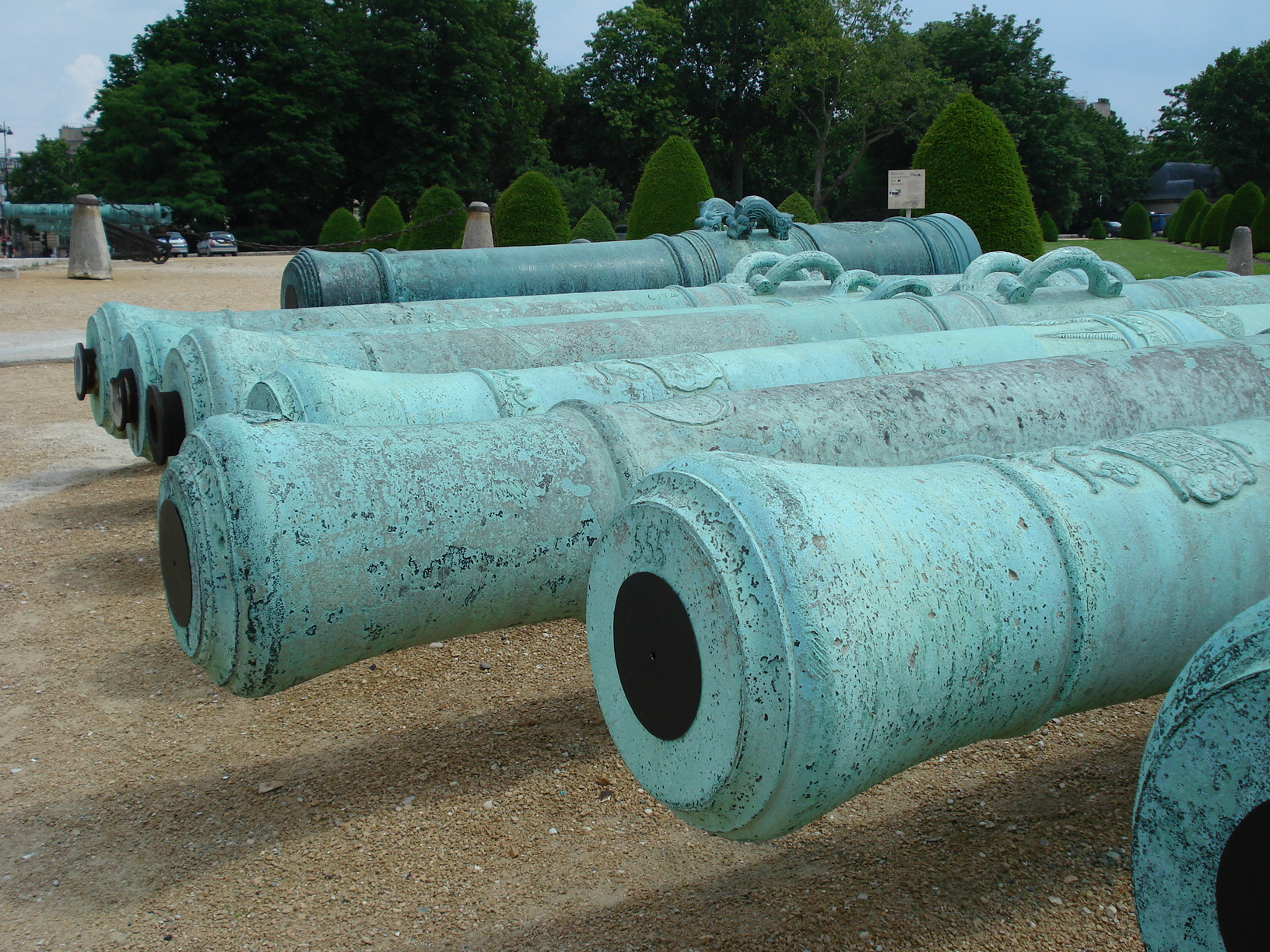
Brązowe armaty przed Kościołem Inwalidów w Paryżu